# Villa Barberis
Villa Barberis es una histórica residencia de la ciudad piamontesa de Baveno en Italia, destacada por su estilo arquitectónico ecléctico.

## Historia
La residencia fue construida al principio del siglo XX por Alberto Barberis, un viajero originario de Vercelli quien vivió mucho tiempo en Oriente.

## Descripción
La villa se encuentra en el municipio de Baveno en posición panorámica sobre el lago Mayor. El edificio presenta un estilo ecléctico caracterizado por elementos exóticos como el minarete presente en la fachada orientada hacia el lago.